# Ottorino Flaborea
Ottorino Flaborea, né le 5 mars 1940, à Concordia Sagittaria, en Italie, est un ancien joueur et entraîneur italien de basket-ball. Il évolue durant sa carrière au poste de pivot.

## Palmarès
- Coupe intercontinentale 1966, 1970, 1973
- Coupe des clubs champions 1970, 1972, 1973
- Coupe des coupes 1967
- Champion d'Italie 1969, 1970, 1971, 1972
- Coupe d'Italie 1969, 1970, 1971, 1973
- 3e du championnat d'Europe 1971
- Membre du Italia Basket Hall of Fame en 2008